# 暗渠 (1983年電影)
《暗渠》（英語：Men from the gutter），是1983年邵氏出品的一部香港警匪動作片，由藍乃才執導，苗僑偉、羅莽、白彪、王戎、陳佩茜等主演。本片榮獲第28屆亞洲影展最佳剪接。

## 劇情
王光泰（黃栢文 飾）、阿龍（龍天生 飾）與無腦（樓南光 飾）於獄中相識，三人出獄後重施故技，購得槍技打劫珠寶公司。警隊接獲綫報，偵緝警長趙敬才（羅莽 飾）受命帶隊圍捕，拒捕的王光泰鳴搶擊斃一名警員，三人逃脫。行動後，敬才被上司指責處事魯莽，遂改派督察邱正明（苗僑偉 飾）接手案件。二人以不同的辦案作風開展工作，正明盡一切可能遵守法律規定，而敬才則傾向不擇手段地完成偵緝工作，這致使雙方磨擦日多。
來自泰國的職業殺手利子健（白彪 飾）受雇來港狙殺殷商徐文（王戎 飾），豈料行動時卻誤中副車，僅殺死徐文之助手曾財（李海生 飾）。敬才與正明合作查辦，查得徐文實為大毒梟，因毒品交易被殺手追殺。
珠寶行三劫匪以為風聲已過，再出山犯案。敬才與正明率隊誘捕，爆發搶戰，三匪戰死。正明在行動中險告殉職，幸得敬才相救，二人冰釋前嫌，合作無間。
另一邊廂，徐文迫出子健現身，於一貨倉決一死戰。警方接獲線報，即派正明與敬才出發阻止黑幫火併……

## 角色
| 演員   | 角色   | 備註                          |
| 苗僑偉 | 邱正明 | 警察督察                      |
| 羅莽   | 趙敬才 | 警察                          |
| 白彪   | 利子健 | 泰國職業殺手                  |
| 王戎   | 徐文   | 商人，毒梟                    |
| 陳佩茜 | Lily   | 王光泰之女友                  |
| 黃栢文 | 王光泰 | 劫匪                          |
| 龍天生 | 阿龍   | 劫匪                          |
| 李海生 | 曾财   | (客串) 徐文助手，被利子健所杀 |
| 樓南光 | 無腦   | 慣匪                          |
| 楊志卿 | 阿叔   | 利子健阿叔                    |
| 林威   |        | 警察                          |
| 張國華 |        | 警察                          |
| 冯敬文 |        | 赌场老板                      |
| 元彬   |        | 医生                          |
| 元华   |        | 毒贩                          |
| 卫嘉文 | 萧翠莲 | 妓女                          |
| 王清河 | 亏佬明 | 線人                          |
| 黃沙文 |        | (客串)                        |

## 獎項
| 年份 | 頒獎典禮            | 獎項     | 獲提名               | 結果 |
| ---- | ------------------- | -------- | -------------------- | ---- |
| 1984 | 第3屆香港電影金像獎 | 最佳剪接 | 少峰、耿仲堯、趙卓文 | 提名 |
| 1984 | 第28屆亞洲影展      | 最佳剪輯 | 少峰                 | 獲獎 |